# Różowe kołnierzyki

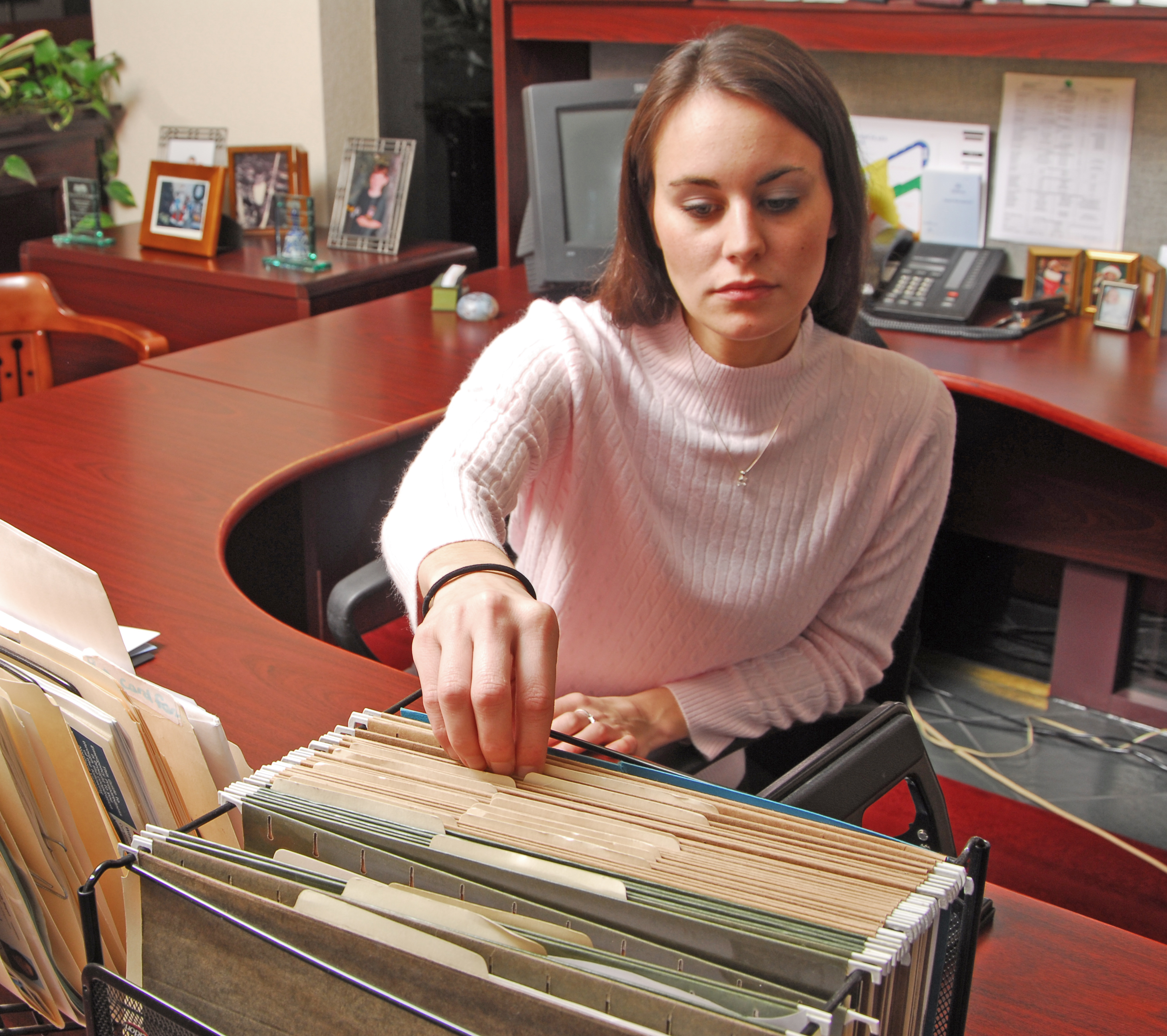
Sekretarka - przykład „różowego kołnierzyka”

Różowe kołnierzyki (ang. pink collars)  – termin wprowadzony w amerykańskiej socjologii, funkcjonujący obok blue-collar workers czy white-collar workers, utożsamiany z zawodami z sektora usług o wysokim obłożeniu przez kobiety (opiekunka, kosmetyczka, stewardesa, pielęgniarka, hostessa, sekretarka). Zawody te nie cieszą się takim prestiżem, jak białe kołnierzyki, gdyż są niżej płatne i nie dają szansy na wielką karierę zawodową.
Pojęcie „pink-collar worker” zostało spopularyzowane w końcówce lat 70. XX wieku przez pisarkę Louise Kappe Howe.